# Gampong Harapan
Gampong Harapan is een bestuurslaag in het regentschap Aceh Jaya van de provincie Atjeh, Indonesië. Gampong Harapan telt 283 inwoners (volkstelling 2010).